# Margot jedzie na ślub
Margot jedzie na ślub (ang. Margot at the Wedding) – amerykański film fabularny z 2007 roku w reżyserii Noaha Baumbacha. Film nakręcono na Long Island.

## Fabuła
Pisarka Margot chce zapobiec małżeństwu swojej siostry z bezrobotnym Malcolmem.

## Obsada
- Nicole Kidman jako Margot
- Jennifer Jason Leigh jako Pauline
- Jack Black jako Malcolm
- John Turturro jako Jim
- Ashlie Atkinson jako Becky
- Flora Cross jako Ingrid
- Ciarán Hinds jako Dick Koosman

i inni